# Angus Book Award

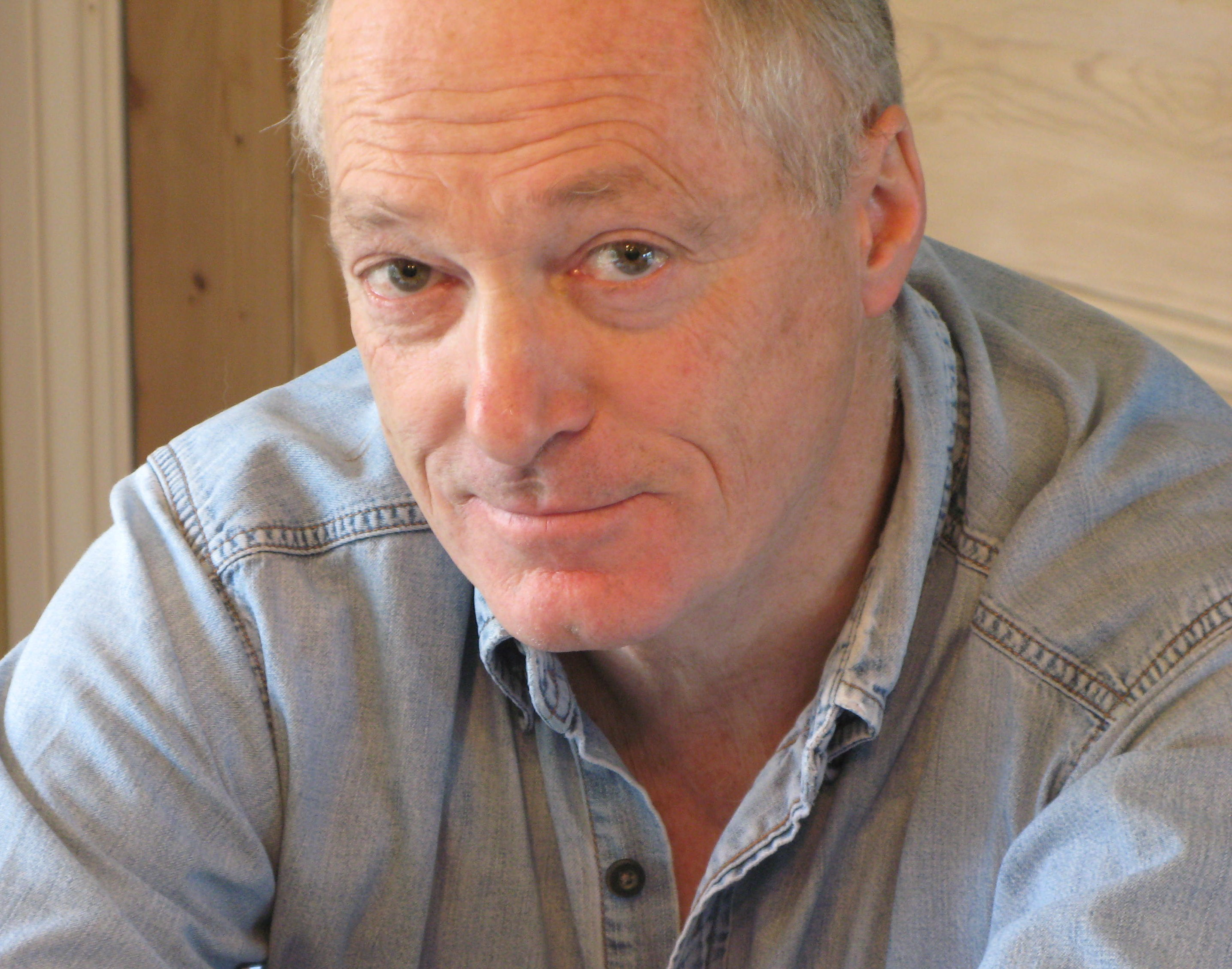
Terence Blacker
(Preisträger 2005)

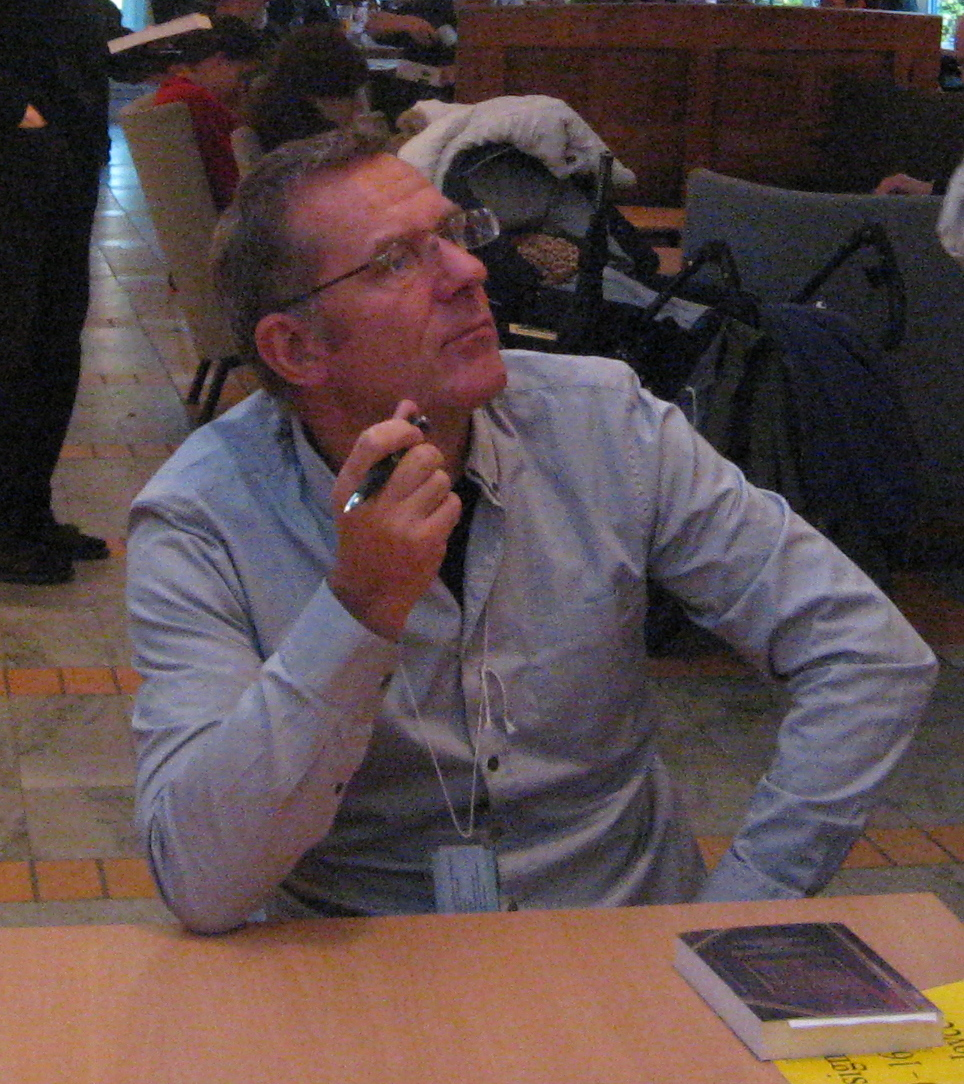
Graham Joyce
(Preisträger 2006)

Der Angus Book Award ist ein Literaturpreis, der an britische Jugendbuchautoren vom Angus Council in Schottland verliehen wird.

## Preisträger
| Jahr | Preisträger      | Originaltitel            | Deutscher Titel Verlag, Ort Jahr                 | Nominierungen |
| ---- | ---------------- | ------------------------ | ------------------------------------------------ | --- |
| 1996 | Sue Welford      | The Night After Tomorrow |                                                  | Theresa Breslin für Kezzie Melvin Burgess für The baby and fly pie Christa Laird für But can the phoenix sing? Maggie Prince für Memoirs of a dangerous alien |
| 1997 | Malcolm Rose     | Tunnel Vision            |                                                  | Gillian Cross für New world Zoe Halliday für Brother cat, brother man John Loveday für Goodbye buffalo sky Catherine MacPhail für Run, Zan, run               |
| 1998 | Robert Swindells | Unbeliever               |                                                  | Lynne Reid für Banks Broken bridge Julie Bertagna für The spark gap Ann Hallam für The power house Ian Strachan für Which way is home?                        |
| 1999 | Tim Bowler       | River Boy                |                                                  | Henrietta Branford für Chance of safety Melvin Burgess für Tiger, tiger Annie Campling für And the stars were gold Michael Cronin für Against the day         |
| 2000 | Tim Bowler       | Shadows                  |                                                  | Bernard Ashley für Tiger without teeth Gillian Cross für Tightrope Anthony Masters für Days of the dead Jenny Nimmo für The Rinaldi ring                      |
| 2001 | Malcolm Rose     | Plague                   |                                                  | Catherine MacPhail für Missing Beverley Naidoo für The other side of truth Celia Rees für Truth or dare Hazel Riley für Thanis                                |
| 2002 | Bali Rai         | (un)arranged marriage    | Bloß (k)eine Heirat Sauerländer, Düsseldorf 2002 | Malachy Doyle für Georgie Carol Hedges für Jigsaw Anthony Horowitz für Stormbreaker Geraldine McCaughrean für Der Drachenflieger (The kite rider)             |
| 2003 | Keith Gray       | Warehouse                |                                                  | Louise Cooper für Demon crossing Alison Prince für Oranges and murder Malcolm Rose für Bloodline Nicky Singer für Feather boy                                 |
| 2004 | Alan Gibbons     | The Edge                 |                                                  | Julie Bertagna für Exodus Keith Gray für Malarkey Philip Reeve für Mortal Engines Malcolm Rose für Clone                                                      |
| 2005 | Terence Blacker  | Boy2Girl                 | Boy2Girl                                         | Alison Allen-Gray für Unique Martin Chatterton für Michigan Moorcroft, R.I.P. Graham Gardner für Inventing Elliot Mark Roberts für Tomorrow Belongs to Me     |
| 2006 | Graham Joyce     | TWOC                     | Frontal Fischer, Frankfurt am Main 2006          | Anne Cassidy für Looking For JJ Chris d'Lacey für Icefire Catherine Forde für Skarrs Beverley Naidoo für Web Of Lies                                          |
| 2007 | Kevin Brooks     | Candy                    | Candy dtv, München 2006                          | Theresa Breslin für Divided City Alan Gibbons für Hold On Marcus Sedgwick für The Foreshadowing Sue Mayfield für Damage                                       |
| 2008 | Kate Cann        | Leaving Poppy            | Poppy braucht dich cbt, München 2008             | Sherry Ashworth für Close-Up J. A. Henderson für Bunker 10 Anthony McGowan für Henry Tumour Graham Marks für Omega Place                                      |
| 2009 | Anne Cassidy     | Forget Me Not            |                                                  | J. A. Henderson für Crash James Jauncey für The Witness Meg Rosoff für What I Was                                                                             |
| 2010 | Rachel Ward      | Numbers                  | Numbers – den Tod im Blick Carlsen, Hamburg 2010 | Kevin Brooks für Black Rabbit Summer Anna Perera für Guantanamo Boy Gillian Philip für Crossing the Line                                                      |
| 2011 | Keren David      | When I Was Joe           | Mehr als nur ein Zeuge dtv, München 2011         | Paul Dowswell für Auslander Nicola Morgan für Wasted Robert Williams für Luke und Jon (Luke and Jon)                                                          |
| 2012 | Kevin Brooks     | iBoy                     | iBoy Coppenrath, Münster 2013                    | Ian Beck für Pastworld Phil Earle für Being Billy |
| 2013 | Teri Terry       | Slated                   | Gelöscht dtv, München 2011                       | Tim Bowler für Buried Thunder William Osborne für Hitler’s Angel Chris Priestley für Mister Creecher                                                          |
| 2014 | Matt Whyman      | The Savages              |                                                  | Phil Earle für Heroic Sarah Hammond für The Night Sky in My Head                                                                                              |
| 2015 | Carmen Reid      | Cross my Heart           |                                                  | Chris Priestley für Through Dead Eyes C. J. Flood für Infinite Sky Alan Gibbons für Raining Fire                                                              |